# Eskü téri sisak
Az Eskü téri sisak egy ókori vassisak, mely a Római Birodalom idején, a 4. század végén egy pannóniai műhelyben készült. A vasból készült sisakot aranyozott ezüstlemezekkel borították. Római feliratok és alakos ábrázolások láthatóak rajta, valamint germán eredetű geometrikus motívumok.
A pesti oldalon került elő az Erzsébet híd építésekor, Contra-Aquincumból származik. A sisak a Budapesti Történeti Múzeumban tekinthető meg.